# Philautus schmackeri
Philautus schmackeri é uma espécie de anfíbio da família Rhacophoridae.
É endémica das Filipinas.
Os seus habitats naturais são: florestas subtropicais ou tropicais húmidas de baixa altitude, regiões subtropicais ou tropicais húmidas de alta altitude e matagal húmido tropical ou subtropical.
Está ameaçada por perda de habitat.